# Delosperma
Genre
Classification APG II (2003)
Delosperma est un genre de plante de la famille des Aizoaceae.
L'étymologie du mot Delosperma s'analyse en deux étymons grecs delos et sperma, se recomposant en « graine visible », et se rapporte aux loges des fruits qui sont démunies d'obturateurs et laissent donc les graines visibles quand les valves sont ouvertes.

## Protologue et type nomenclatural
Type : Delosperma echinatum (Lam.) Schwantes ; Lectotypus [M.Lavis, in J. S. African Bot. 33: 313 (1967)]

## Description

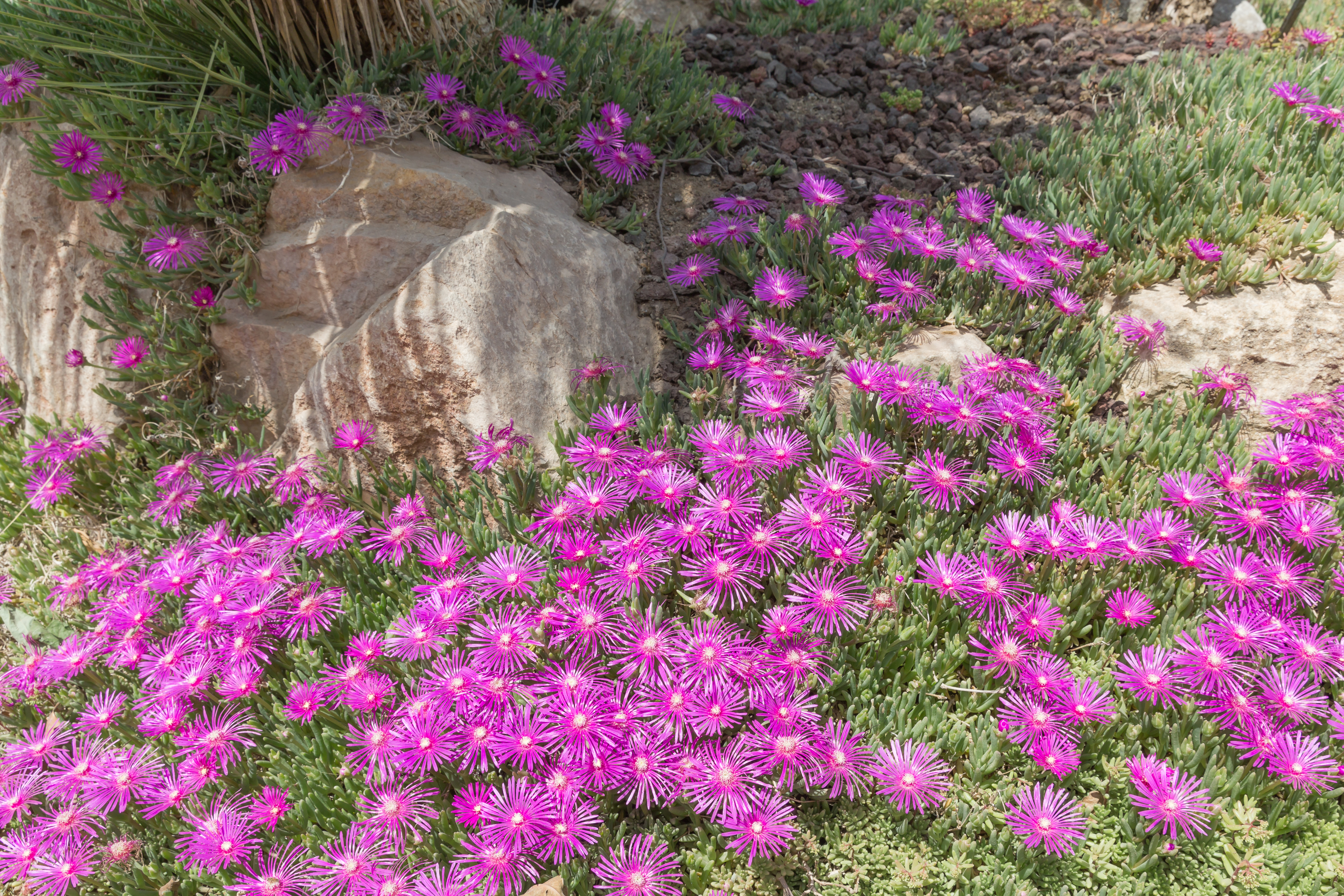
Delosperma cooperi au jardin botanique de Lyon, France.

Le genre Delosperma est composé de plantes pérennes d'aspect assez varié, dressées ou prostrées voire retombantes le long de parois rocheuses. Certaines espèces sont ligneuses, d’autres herbacées, présentant parfois de grosses racines tubéreuses. Les feuilles plus ou moins succulentes, souvent papilleuses, sont opposées-sessiles et de section variable, de large et aplatie à linéaire-triangulaire ou cylindrique. 
Les fleurs sont solitaires ou en grappe et les couleurs variant de blanc, crème, jaune, orange ainsi que différentes nuances de rose. La taille des fleurs varie grandement et certaines fleurs peuvent atteindre 4 cm de diamètre (Delosperma sutherlandii). Des staminodes sont souvent présents entre les pétaloïdes et l'androcée,.
La période de floraison se situe d’août à janvier, en fonction des pluies. Les plantes fleurissent sporadiquement à tout moment de l’année si les pluies persistent. Les fleurs s’ouvrent au milieu de la journée et referme en fin d’après midi. Les jours suivants elles restent fermées.
Fruit généralement pentamère (4-6), de structure assez simple, sans faux-septa, à loges non couvertes et non tuberculées et à valves ailées,.
Le genre Delosperma est proche du genre Drosanthemum, dont il se distingue essentiellement par l'absence de couverture des loges de ses fruits,.

## Distribution
Le genre Delosperma est présent principalement en Afrique du Sud, mais également dans de nombreux pays africains situés sur une ligne Durban-Djibouti. Il est également présent à l'extrême sud de la péninsule arabique et ponctuellement à Madagascar et à La Réunion,.

## Habitat
Le genre Delosperma est présent dans presque tous les biomes d'Afrique australe, du niveau de la mer aux plus hautes montagnes, avec une présence abondante dans le Eastern Cape et le Free State sur prairies herbeuses. Ne pouvant entrer en compétition avec les plantes herbacées, les plantes sont surtout présentes dans les crevasses des rochers, sur sol pauvre, où les températures sont élevées. Les espèces des régions touchées par les incendies de prairie sont dotées de racines tubéreuses, qui leur permettent de se régénérer après le passage du feu. Des pluies de plus de 300 mm sont indispensables pour la survie des plantes et seulement deux espèces sont présentes dans les zones très arides d’Afrique australe.

## Liste des espèces
- Delosperma aberdeenense (L.Bolus) L.Bolus
- Delosperma abyssinicum Schwantes
- Delosperma acocksii L.Bolus
- Delosperma acuminatum L.Bolus
- Delosperma adelaidense Lavis
- Delosperma aereum L.Bolus
- Delosperma affine Lavis
- Delosperma algoense L.Bolus
- Delosperma aliwalense L.Bolus
- Delosperma alpinum (N.E.Br.) S.A.Hammer & A.P.Dold
- Delosperma alticola L.Bolus
- Delosperma angustifolium L.Bolus
- Delosperma angustipetalum Lavis
- Delosperma annulare L.Bolus
- Delosperma appressum L.Bolus
- Delosperma ashtonii L.Bolus
- Delosperma asperulum (Salm-Dyck) L.Bolus
- Delosperma ausense L.Bolus
- Delosperma basuticum L.Bolus
- Delosperma bosserianum Marais
- Delosperma brevipetalum L.Bolus
- Delosperma brevisepalum L.Bolus
- Delosperma britteniae L.Bolus
- Delosperma brunnthaleri (A.Berger) Schwantes ex H.Jacobsen
- Delosperma burtoniae L.Bolus
- Delosperma caespitosum L.Bolus
- Delosperma calitzdorpense L.Bolus
- Delosperma calycinum L.Bolus
- Delosperma carolinense N.E.Br.
- Delosperma carterae L.Bolus
- Delosperma clavipes Lavis
- Delosperma cloeteae Lavis
- Delosperma concavum L.Bolus
- Delosperma congestum L.Bolus
- Delosperma cooperi (Hook.f.) L.Bolus
- Delosperma crassuloides L.Bolus
- Delosperma crassum L.Bolus
- Delosperma cronemeyerianum (A.Berger) H.Jacobsen
- Delosperma davyi N.E.Br.
- Delosperma deilanthoides S.A.Hammer
- Delosperma deleeuwiae Lavis
- Delosperma denticulatum L.Bolus
- Delosperma dolomiticum van Jaarsv. & A.E.van Wyk
- Delosperma dunense L.Bolus
- Delosperma dyeri L.Bolus
- Delosperma echinatum (Lam.) Schwantes
- Delosperma ecklonis (Salm-Dyck) Schwantes
- Delosperma edwardsiae L.Bolus
- Delosperma erectum L.Bolus
- Delosperma esterhuyseniae L.Bolus
- Delosperma exspersum (N.E.Br.) L.Bolus
- Delosperma ficksbergense Lavis
- Delosperma floribundum L.Bolus
- Delosperma framesii L.Bolus
- Delosperma fredericii Lavis
- Delosperma frutescens L.Bolus
- Delosperma galpinii L.Bolus
- Delosperma gautengense H.E.K.Hartmann
- Delosperma gerstneri L.Bolus
- Delosperma giffenii Lavis
- Delosperma gracile L.Bolus
- Delosperma gracillimum L.Bolus
- Delosperma gramineum L.Bolus
- Delosperma grandiflorum L.Bolus
- Delosperma grantiae L.Bolus
- Delosperma gratiae L.Bolus
- Delosperma guthriei Lavis
- Delosperma hallii L.Bolus
- Delosperma harazianum (Deflers) Poppend. & Ihlenf.
- Delosperma herbeum N.E.Br.
- Delosperma hirtum Schwantes
- Delosperma hollandii L.Bolus
- Delosperma imbricatum L.Bolus
- Delosperma inaequale L.Bolus
- Delosperma incomptum L.Bolus
- Delosperma inconspicuum L.Bolus
- Delosperma intonsum L.Bolus
- Delosperma invalidum (N.E.Br.) H.E.K.Hartmann
- Delosperma jansei N.E.Br.
- Delosperma karrooicum L.Bolus
- Delosperma katbergense L.Bolus
- Delosperma klinghardtianum Dinter & Schwantes
- Delosperma knox-daviesii Lavis
- Delosperma kofleri Lavis
- Delosperma lavisiae L.Bolus
- Delosperma laxipetalum L.Bolus
- Delosperma lebomboense (L.Bolus) Lavis
- Delosperma leendertziae N.E.Br.
- Delosperma lehmannii (Eckl. & Zeyh.) Schwantes
- Delosperma leightoniae Lavis
- Delosperma liebenbergii L.Bolus
- Delosperma lineare L.Bolus
- Delosperma litorale (Kensit) L.Bolus
- Delosperma litorale L.Bolus
- Delosperma longii L.Bolus
- Delosperma longipes L.Bolus
- Delosperma lootsbergense Lavis
- Delosperma luckhoffii L.Bolus
- Delosperma luteum L.Bolus
- Delosperma lydenburgense L.Bolus
- Delosperma macellum N.E.Br.
- Delosperma macrorhizum Schwantes
- Delosperma macrostigma L.Bolus
- Delosperma mahonii N.E.Br.
- Delosperma mariae L.Bolus
- Delosperma maxwellii L.Bolus
- Delosperma minimum Lavis
- Delosperma monanthemum Lavis
- Delosperma muirii L.Bolus
- Delosperma multiflorum L.Bolus
- Delosperma nakurense (Engl.) A.G.J.Herre
- Delosperma napiforme Schwantes
- Delosperma neethlingiae Schwantes
- Delosperma nelii L.Bolus
- Delosperma nubigenum (Schltr.) L.Bolus
- Delosperma obtusum L.Bolus
- Delosperma oehleri (Engl.) A.G.J.Herre
- Delosperma ornatulum N.E.Br. ex Stapf
- Delosperma pachyrhizum L.Bolus
- Delosperma pageanum Schwantes
- Delosperma pageanum (L.Bolus) L.Bolus
- Delosperma pallidum L.Bolus
- Delosperma papillatum (L.Bolus) L.Bolus
- Delosperma parviflorum L.Bolus
- Delosperma patersoniae L.Bolus
- Delosperma peersii Lavis
- Delosperma peglerae L.Bolus
- Delosperma pergamentaceum L.Bolus
- Delosperma pilosulum L.Bolus
- Delosperma platysepalum L.Bolus
- Delosperma pondoense L.Bolus
- Delosperma pontii L.Bolus
- Delosperma pottsii L.Bolus
- Delosperma prasinum L.Bolus
- Delosperma pruinosum (Thunb.) J.Ingram
- Delosperma pubipetalum L.Bolus
- Delosperma purpureum H.E.K.Hartmann
- Delosperma repens L.Bolus
- Delosperma reynoldsii Lavis
- Delosperma rileyi L.Bolus
- Delosperma robustum L.Bolus
- Delosperma rogersii L.Bolus
- Delosperma roseopurpureum Lavis
- Delosperma saturatum L.Bolus
- Delosperma sawdahense H.E.K.Hartmann
- Delosperma saxicola Lavis
- Delosperma scabripes L.Bolus
- Delosperma schimperi (Engl.) H.E.K.Hartmann & I.Niesler
- Delosperma smythae L.Bolus
- Delosperma sphalmanthoides S.A.Hammer
- Delosperma stenandrum L.Bolus
- Delosperma steytlerae L.Bolus
- Delosperma subclavatum L.Bolus
- Delosperma subincanum Schwantes
- Delosperma subpetiolatum L.Bolus
- Delosperma sulcatum L.Bolus
- Delosperma sutherlandii N.E.Br.
- Delosperma suttoniae Lavis
- Delosperma taylorii Schwantes
- Delosperma testaceum Schwantes
- Delosperma tradescantioides L.Bolus
- Delosperma truteri Lavis
- Delosperma tuberosum Schwantes
- Delosperma uitenhagense L.Bolus
- Delosperma uncinatum L.Bolus
- Delosperma uniflorum L.Bolus
- Delosperma vandermerwei L.Bolus
- Delosperma velutinum L.Bolus
- Delosperma verecundum L.Bolus
- Delosperma vernicolor L.Bolus
- Delosperma versicolor L.Bolus
- Delosperma vinaceum L.Bolus
- Delosperma virens L.Bolus
- Delosperma vogtsii L.Bolus
- Delosperma waterbergense L.Bolus
- Delosperma wethamae L.Bolus
- Delosperma wilmaniae Lavis
- Delosperma wiumii Lavis
- Delosperma zeederbergii L.Bolus
- Delosperma zoeae L.Bolus
- Delosperma zoutpansbergense L.Bolus

## Culture
Les Delosperma sont originaires de régions à pluies d'été. Elles doivent recevoir de copieux arrosages pendant cette période et être conservé au sec durant l'hiver.
Quelques espèces sont résistantes aux gels légers. Certaines tolèrent également très bien l'humidité hivernale et sont donc utilisables comme plantes de rocaille dans les régions à hivers doux et les zones côtières. Dans ce cas sont essentiellement Delosperma nubigenum et surtout Delosperma cooperi, l'espèce la plus commune en culture.